# Medford Lakes
Medford Lakes è un comune degli Stati Uniti d'America, situato nello stato del New Jersey, nella contea di Burlington.